# Miracle econòmic grec
S'anomena miracle econòmic grec al període d'alt ritme de desenvolupament econòmic i social que va experimentar Grècia des de 1950 fins a 1973. L'economia va créixer a una mitjana del 7% cada any, la segona taxa de creixement més alta del món, durant aquest període, després de la del Japó.

## Creixement econòmic
Les taxes de creixement de Grècia van ser més elevades durant la dècada de 1950, sovint superiors al 10%, properes a les de les modernes «economies tigre». La producció industrial també va créixer anualment un 10% durant diversos anys, principalment durant la dècada de 1960. Inicialment el creixement va augmentar la distància entre rics i pobres, intensificant les divisions polítiques.
Des de 1941 fins a 1944, l'ocupació de Grècia per part de les potències de l'Eix durant la Segona Guerra Mundial i la ferotge lluita portada a terme pels grups de la Resistència grega van tenir efectes devastadors en la infraestructura i l'economia (els emprèstits forçats imposats per les tropes d'ocupació van devaluar en forma notable a la dracma grega). Addicionalment després de concloure la Segona Guerra Mundial, una Guerra Civil es va desencadenar a Grècia fins al 1949. Pels volts de 1950 l'economia grega s'havia deteriorat de manera significativa. L'ingrés per capita mesurat en poder de compra havia baixat del 62% igual que França el 1938 al 40% el 1949, segons ha determinat l'economista Angus Maddison.
 
La ràpida recuperació de l'economia grega a partir de 1949 va ser facilitada per diverses mesures, incloses (a més de l'estímul que va proveir el Pla Marshall, tal com va succeir en altres països d'Europa) una devaluació dràstica de la dracma, l'atracció d'inversions estrangeres, el desenvolupament de la indústria química, desenvolupament del turisme i del sector de serveis en general i molt important, una molt important activitat en el sector de la construcció lligada a enormes projectes d'infraestructura i reconstrucció de les ciutats gregues.
 
Això últim es relaciona amb l'efecte dramàtic que aquest creixement econòmic va tenir en la societat grega i el desenvolupament de les seves ciutats. La qual cosa va donar lloc a una "renovació urbana" que va reemplaçar l'agradable paisatge urbà d'edificis baixos i cases, per una sèrie d'edificis de formigó sense identitat que es van construir a les ciutats i poblats importants.
El període de creixement ràpid va finalitzar de manera abrupta el 1974 amb el col·lapse de la Junta Militar, quan el país va experimentar la pitjor contracció anual del seu PIB (en aproximadament el 5%) en la seva trajectòria de la post-guerra. També es van observar contraccions marginals del PIB durant la dècada de 1980, encara que aquestes van ser parcialment compensades pel desenvolupament de l'economia negra grega durant aquest període.
En total, el PBI grec va créixer durant 54 dels 60 anys posteriors a la segona guerra mundial i la guerra civil grega. Des de 1950 fins a la crisi econòmica del 2008, amb excepció d'una desacceleració econòmica relativa durant la dècada de 1980, Grècia va tenir taxes de creixement econòmic superiors a les de la majoria de les nacions europees.
Entre començaments de la dècada de 1970 i 1990, era comú una taxa d'inflació de dos dígits, sovint més propera al 20% que al 10%, fins que les polítiques monetàries van ser modificades per tal de complir amb els criteris requerits per incorporar-se a la zona euro.

## Galeria

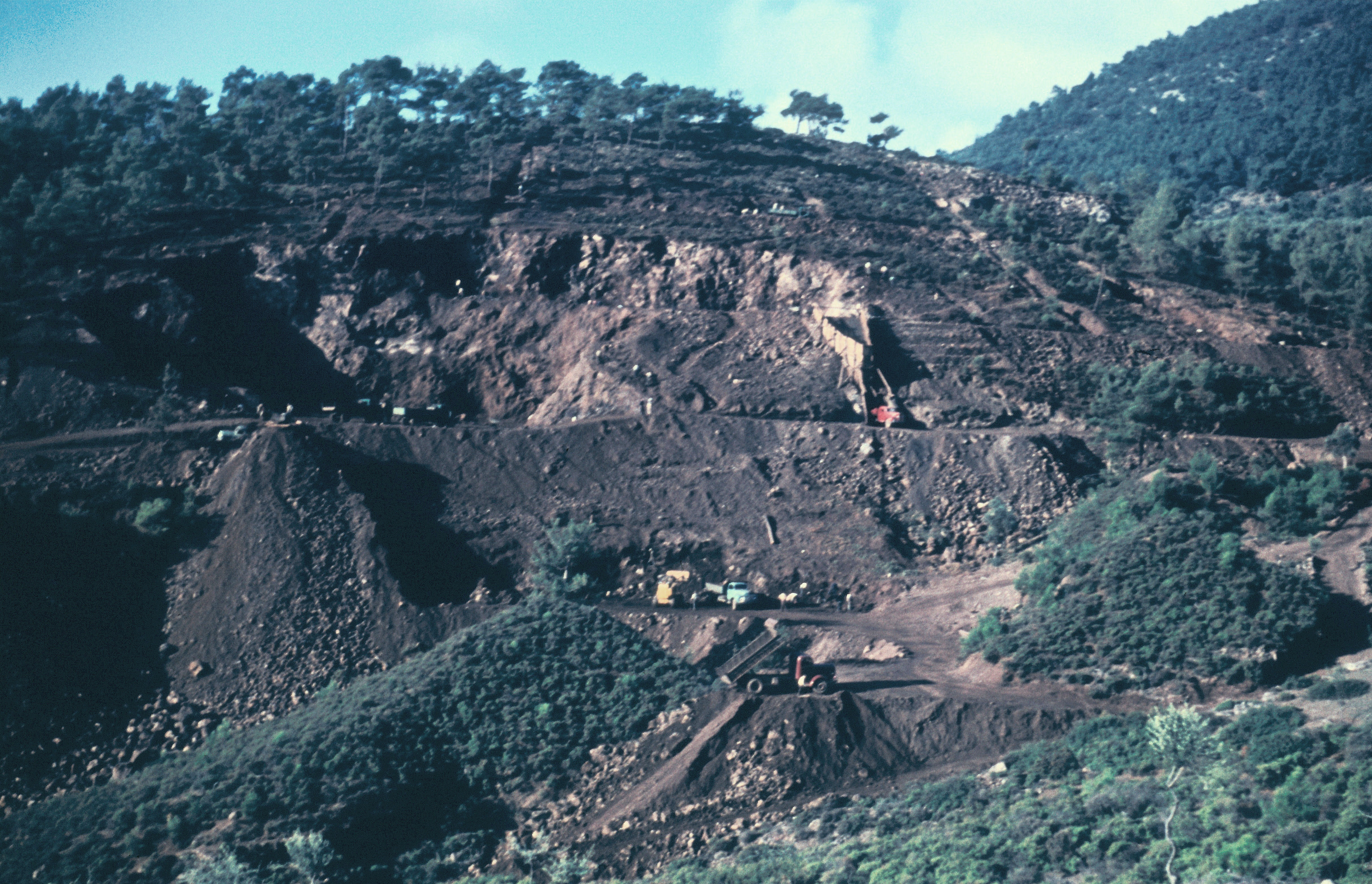
Mina de ferro a Thasos (1958)
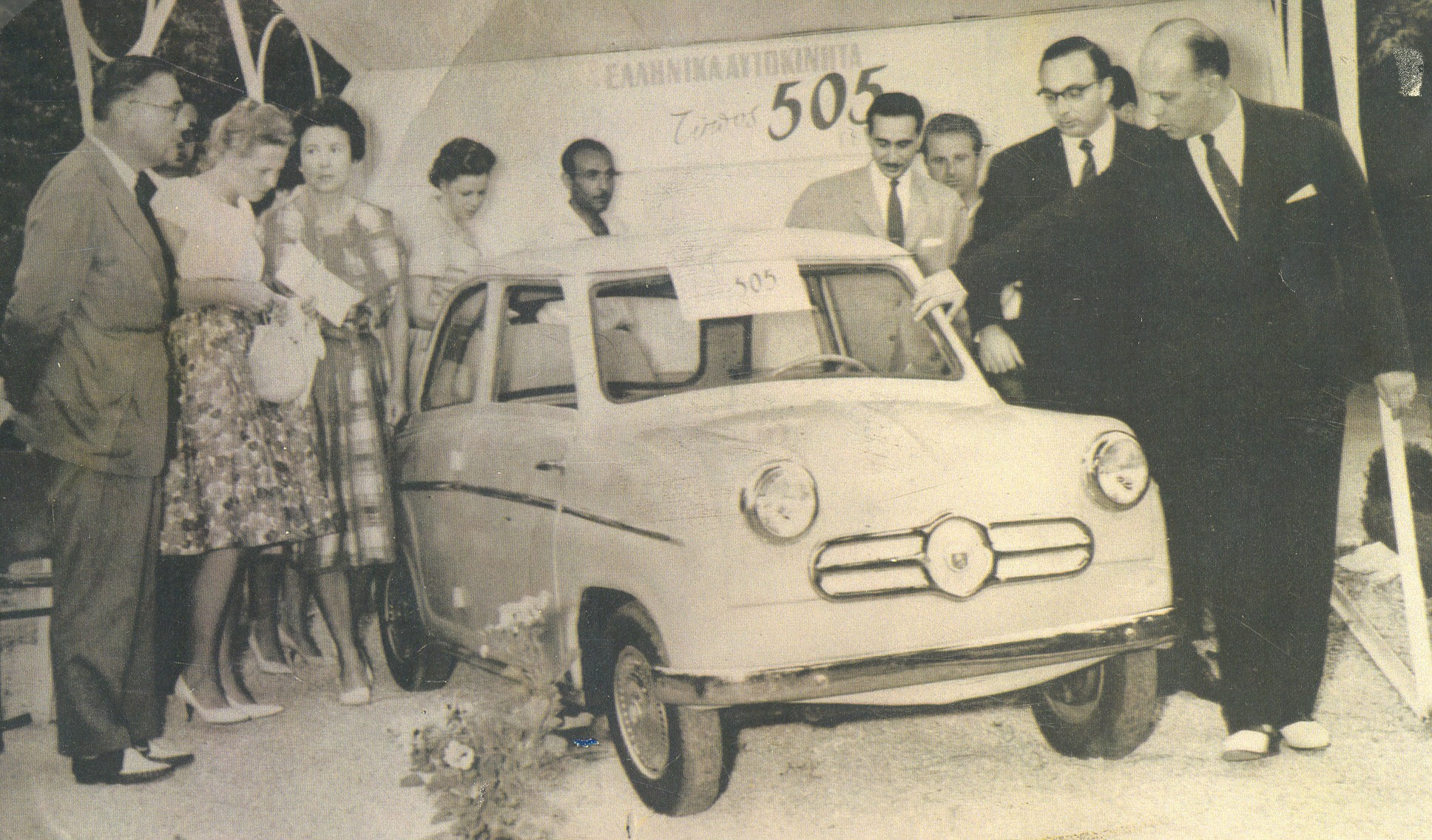
Micro-cotxe Dimitriadis 505 d'Attica (1958)